# エッセンシャル・ジューダス・プリースト
エッセンシャル・ジューダス・プリースト(The Essential Judas Priest)は、2006年に発表されたジューダス・プリーストのアルバム。3枚目のコンピレーション・アルバム。CD2枚組（34曲入り）。ティム・オーウェンズ在籍時のアルバム『ジャギュレイター』、『デモリッション』の2枚を除く、過去のアルバムから収録された。2008年にCD1枚（7曲）を追加した完全生産限定版のCD3枚組（41曲入り）が再発された。

## 収録曲

### Disc 1
1. ジューダス・ライジング - Judas Rising (3:52)
  - 2005年にリリースされた『エンジェル・オブ・レトリビューション』収録
2. ブレイキング・ザ・ロウ - Breaking the Law (2:35)
  - 1980年にリリースされた『ブリティッシュ・スティール』収録
3. 殺戮の聖典 - Hell Bent for Leather (Tipton) (2:40)
  - 1978年にリリースされた『殺人機械』収録
4. ダイヤモンズ・アンド・ラスト - Diamonds & Rust (Joan Baez) (3:26)
  - 1977年にリリースされた『背信の門』収録
5. 生け贄 - Victim of Changes (Al Atkins, Halford, Downing, Tipton) (7:47)
  - 1976年にリリースされた『運命の翼』収録
6. 誘惑の牙 - Love Bites (4:47)
  - 1984年にリリースされた『背徳の掟』収録
7. 嵐のハイウェイ - Heading Out to the Highway (3:45)
  - 1981年にリリースされた『黄金のスペクトル』収録
8. ラム・イット・ダウン - Ram it Down (4:48)
  - 1988年にリリースされた『ラム・イット・ダウン』収録
9. 死の国の彼方に - Beyond the Realms of Death (Halford, Les Binks) (6:51)
  - 1978年にリリースされた『ステンド・クラス』収録
10. ユーヴ・ガット・アナザー・シング・カミング - You've Got Another Thing Comin' (5:09)
  - 1982年にリリースされた『復讐の叫び』収録
11. ジョーブレイカー - Jawbreaker (3:25)
  - 1984年にリリースされた『背徳の掟』収録
12. ア・タッチ・オブ・イーヴル - A Touch of Evil (Halford, Downing, Tipton, Chris Tsangarides) (5:54)
  - 1990年にリリースされた『ペインキラー』収録
13. ユダへの貢物 - Delivering the Goods (4:16)
  - 1978年にリリースされた『殺人機械』収録
14. ユナイテッド - United (3:35)
  - 1980年にリリースされた『ブリティッシュ・スティール』収録
15. ターボ・ラヴァー - Turbo Lover (5:33)
  - 1986年にリリースされた『ターボ』収録
16. ペインキラー - Painkiller (6:06)
  - 1990年にリリースされた『ペインキラー』収録
17. メタル・ゴッズ - Metal Gods (4:04)
  - 1980年にリリースされた『ブリティッシュ・スティール』収録

### Disc 2
1. ヘリオン - The Hellion (0:41)
  - 1982年にリリースされた『復讐の叫び』収録
2. エレクトリック・アイ - Electric Eye (3:39)
  - 1982年にリリースされた『復讐の叫び』収録
3. リヴィング・アフター・ミッドナイト - Living After Midnight (3:30)
  - 1980年にリリースされた『ブリティッシュ・スティール』収録
4. フリーホイール・バーニング - Freewheel Burning (4:42)
  - 1983年にリリースされた『背徳の掟』収録
5. エキサイター - Exciter (Halford, Tipton) (5:33)
  - 1978年にリリースされた『ステンド・クラス』収録
6. グリーン・マナリシ - The Green Manalishi (Peter Green) (4:42)
  - 1978年にリリースされた『殺人機械』収録
7. ブラッド・レッド・スカイズ - Blood Red Skies (7:05)
  - 1988年にリリースされた『ラム・イット・ダウン』収録
8. ナイト・クローラー - Night Crawler (5:44)
  - 1990年にリリースされた『ペインキラー』収録
9. 罪業人 - Sinner (Halford, Tipton) (6:43)
  - 1977年にリリースされた『背信の門』収録
10. ホット・ロッキン - Hot Rockin' (3:17)
  - 1981年にリリースされた『黄金のスペクトル』収録
11. 死の番人 - The Sentinel (5:04)
  - 1984年にリリースされた『背徳の掟』収録
12. ビフォー・ザ・ドーン - Before the Dawn (3:23)
  - 1978年にリリースされた『殺人機械』収録
13. ヘル・パトロール - Hell Patrol (3:37)
  - 1990年にリリースされた『ペインキラー』収録
14. 切り裂きジャック - The Ripper (Tipton) (2:50)
  - 1976年にリリースされた『運命の翼』収録
15. 復讐の叫び - Screaming for Vengeance (4:43)
  - 1982年にリリースされた『復讐の叫び』収録
16. 孤独の叫び - Out in the Cold (6:27)
  - 1986年にリリースされた『ターボ』収録
17. レヴォリューション - Revolution (4:42)
  - 2005年にリリースされた『エンジェル・オブ・レトリビューション』収録

### Disc 3 (3.0 完全生産限定盤)
1. 異端からの反撃 - Dissident Aggressor
  - 1977年にリリースされた『背信の門』収録
2. ベター・バイ・ユー、ベター・ザン・ミー - Better By You, Better Than Me
  - 1978年にリリースされた『ステンド・クラス』収録
3. グラインダー - Grinder
  - 1980年にリリースされた『ブリティッシュ・スティール』収録
4. 雷鳴 - Desert Plains
  - 1981年にリリースされた『黄金のスペクトル』収録
5. 嵐の出撃 - Riding on the Wind
  - 1982年にリリースされた『復讐の叫び』収録
6. 鋼鉄の魂 - Rock Hard Ride Free
  - 1984年にリリースされた『背徳の掟』収録
7. オール・ガンズ・ブレイジング - All Guns Blazing
  - 1990年にリリースされた『ペインキラー』収録

## 引用
1. ↑  Amazon.com - The Essential Judas Priest 3.0